# العلاقات الزامبية الليبيرية
العلاقات الزامبية الليبيرية هي العلاقات الثنائية التي تجمع بين زامبيا وليبيريا.

## مقارنة بين البلدين
هذه مقارنة عامة ومرجعية للدولتين:
| وجه المقارنة                                              | زامبيا                         | ليبيريا      |
| --------------------------------------------------------- | ------------------------------ | ------------ |
| المساحة (كم2)                                             | 752.62 ألف                     | 111.37 ألف   |
| عدد السكان (نسمة)                                         | 17.09 مليون                    | 4.73 مليون   |
| الكثافة السكانية (ن./كم²)                                 | 22.71                          | 42.47        |
| العاصمة                                                   | لوساكا                         | مونروفيا     |
| اللغة الرسمية                                             | لغة إنجليزية                   | لغة إنجليزية |
| العملة                                                    | كواشا زامبي، كواشا زامبي قديم ‏ | دولار ليبيري |
| الناتج المحلي الإجمالي (بليون دولار)                      | 25.81 مليار                    | 2.16 مليار   |
| الناتج المحلي الإجمالي (تعادل القوة الشرائية) بليون دولار | 62.18 مليار                    | 3.76 مليار   |
| الناتج المحلي الإجمالي الاسمي للفرد دولار أمريكي          | 1.30 ألف                       | 455          |
| الناتج المحلي الإجمالي للفرد دولار أمريكي                 | 3.90 ألف                       | 842          |
| مؤشر التنمية البشرية                                      | 0.586                          | 0.430        |
| رمز المكالمات الدولي                                      | +260                           | +231         |
| رمز الإنترنت                                              | .zm                            | .lr          |
| المنطقة الزمنية                                           | ت ع م+02:00                    | 00           |

## منظمات دولية مشتركة
يشترك البلدان في عضوية مجموعة من المنظمات الدولية، منها:
| علم المنظمة | اسم المنظمة                                 | تاريخ انضمام زامبيا | تاريخ انضمام ليبيريا |
| ----------- | ------------------------------------------- | ------------------- | -------------------- |
|             | مؤسسة التنمية الدولية                       | 23 سبتمبر 1965      | 28 مارس 1962         |
|             | البنك الإفريقي للتنمية                      | ?                   | ?                    |
|             | مؤسسة التمويل الدولية                       | 23 سبتمبر 1965      | 28 مارس 1962         |
|             | منظمة حظر الأسلحة الكيميائية                | ?                   | ?                    |
|             | الأمم المتحدة                               | 1 ديسمبر 1964       | 2 نوفمبر 1945        |
|             | الاتحاد الدولي للاتصالات                    | 23 أغسطس 1965       | 10 أكتوبر 1927       |
|             | منظمة الشرطة الجنائية الدولية               | ?                   | ?                    |
|             | البنك الدولي للإنشاء والتعمير               | 23 سبتمبر 1965      | 28 مارس 1962         |
|             | الاتحاد البريدي العالمي                     | ?                   | ?                    |
|             | المركز الدولي لتسوية المنازعات الاستشارية   | 17 يوليو 1970       | 16 يوليو 1970        |
|             | وكالة ضمان الاستثمار متعدد الأطراف          | 6 يونيو 1988        | 12 أبريل 2007        |
|             | مجموعة دول أفريقيا والكاريبي والمحيط الهادئ | ?                   | ?                    |
|             | الاتحاد الأفريقي                            | ?                   | ?                    |
|             | يونسكو                                      | 9 نوفمبر 1964       | 6 مارس 1947          |

## وصلات خارجية
- موقع وزارة الخارجية الليبيرية